# Acrolophus micromacha
Acrolophus micromacha är en fjärilsart som beskrevs av Edward Meyrick 1932. Acrolophus micromacha ingår i släktet Acrolophus och familjen Acrolophidae. Inga underarter finns listade i Catalogue of Life.